# Amy Goodmanová
Amy Goodmanová (nepřech. Goodman, * 13. dubna 1957 Bay Shore, New York) je americká investigativni novinářka a spisovatelka.
Podpora protiválečným a antiglobalizačním hnutím a kritika masových médií jsou hlavní náplní její práce. V roce 1984 promovala na Harvardově univerzitě. Proslula zejména jako přední hlasatelka levicového programu Democracy Now! na stanici rádiové sítě Pacifica Radio a rovněž jako investigativní novinářka, když upozornila na porušování lidských práv ve Východním Timoru a v Nigérii.
V nedávné minulosti například slovem provázela filmový dokument Big Bucks, Big Pharma (o medicínsko-farmaceutickém komplexu). Noviny Los Angeles Times napsaly, že její činnost je „hlasem umlčených“.

## Zdokumentovaná role Chevronu v Nigérii
V roce 1998 Amy Goodman a další novinář, Jeremy Scahill, zdokumentovali roli společnosti Chevron Corporation v konfrontaci mezi nigerijskou armádou a vesničany, kteří se zmocnili ropných plošin a dalšího vybavení patřícího ropným společnostem. Dva vesničané byli během tohoto střetu zastřeleni.
28. května 1998 společnost Chevron poskytla nigerijskému námořnictvu a mobilní policii (MOPOL) vrtulníkovou přepravu na svou ropnou plošinu Parabe, kterou obsadili vesničané, kteří společnost obvinili z kontaminace své půdy. Krátce po přistání nigerijská armáda zastřelila dva z protestujících, Jolu Ogungbejeho a Aroleka Irowaninu, a dalších 11 osob zranila. Mluvčí Chevronu Sola Omole přiznal, že společnost vojáky skutečně přepravila. Omole uvedl, že vedení Chevronu požádalo vládu o vojáky, aby chránili jejich zařízení. Dokumentární film, který Amy Goodman a její kolegové natočili (v angličtině Drilling and Killing: Chevron and Nigeria's Oil Dictatorship), získal v roce 1998 cenu George Polka.
Amy Goodman byla více než deset let ředitelkou zpravodajství rozhlasové stanice Pacifica WBAI v New Yorku. Roku 1996 spoluzaložila Democracy Now! The War and Peace Report v roce 1996. Profesor a mediální kritik Robert McChesney Democracy Now! za "pravděpodobně nejvýznamnější progresivní zpravodajskou instituci, která se v poslední době objevila".
2. září 2008, v době sněmu Republikánské strany, byla Goodmanová (spolu s producenty Democracy Now!) zatčena – obvinění, které ji bylo sděleno, znělo „spolčení pro pobuřování“ (conspiracy to riot). Goodmanová a její kolegové byli později propuštěni, městský prokurátor John Choi uvedl, že obvinění budou stažena. Goodmanová (a další) podala federální občanskoprávní žalobu na policejní oddělení v St. Paulu a Minneapolisu a tajnou službu USA za nezákonné zatčení. Agentury se dohodly na vyrovnání ve výši 100 000 dolarů.
Amy Goodman získala za svou práci řadu ocenění, mimo jiné v roce 2004 cenu Thomase Mertona, v roce 2008 cenu Right Livelihood Award a v roce 2009 cenu Izzy Award za "zvláštní úspěch v oblasti nezávislých médií".
V roce 2012 obdržela Gándhího mírovou cenu za "významný přínos k podpoře trvalého mezinárodního míru". Je autorkou šesti knih, včetně knihy The Silenced Majority z roku 2012: Democracy Now!, Příběhy o povstáních, okupacích, odporu a naději a v roce 2016 Democracy Now! V roce 2016 byla obviněna z trestného činu výtržnictví v souvislosti se svým zpravodajstvím o protestech proti ropovodu Dakota Access, tento čin odsoudil Výbor na ochranu novinářů. Obvinění bylo 17. října 2016 okresním soudcem v Severní Dakotě zamítnuto.
V roce 2014 jí byla udělena medaile I. F. Stonea za novinářskou nezávislost, kterou uděluje Niemanova nadace Harvardovy univerzity.